# INS Khukri (F149)
INS Khukri là tàu khu trục loại 14 (Lớp Blackwood) của Hải quân Ấn Độ. Tàu bị đánh chìm ngoài khơi bờ biển Dìu, Gujarat, Ấn Độ bởi tàu ngầm PNS Hangor (S131) thuộc lớp Daphné của Hải quân Pakistan vào ngày 9 tháng 12 năm 1971 trong Chiến tranh Ấn Độ-Pakistan năm 1971. Đây là tàu chiến đầu tiên bị tàu ngầm đánh chìm kể từ sau Chiến tranh Triều Tiên. Nó vẫn là tàu chiến duy nhất của hải quân Ấn Độ sau độc lập bị mất trong chiến tranh cho đến nay.

## Bị chìm
Sau sự bùng nổ của tình trạng thù địch vào ngày 3 tháng 12 năm 1971, thiết bị phát hiện sóng âm của hải quân Ấn Độ xác định một tàu ngầm đang rình rập cách khoảng 35 dặm (56 km) về phía tây nam của cảng Diu. Đội tàu khu trục thứ 14 của Hạm đội Phía Tây được phái đi để tiêu diệt chiếc tàu ngầm này. Hạm đội bao gồm năm tàu Khukri, Kirpan, Kalveti, Krishna và Kuthar, nhưng tại thời điểm này phòng nồi hơi Kuthar gặp sự cố nên tàu phải sửa chữa tại Bombay. Một lý do có thể đã thúc đẩy quyết định triển khai hai tàu khu trục lớp Blackwood lỗi thời chống lại tàu ngầm lớp Daphne hiện đại là vì Hải quân Ấn Độ thiếu thốn máy bay chống ngầm.
Vào những giờ đầu ngày 9 tháng 12, Hangor bắt hai sóng liên lạc sonar trong khu vực. Các sóng truyền sonar và radar xác định chúng là tàu chiến nhưng Hangor đã không thể chặn chúng và mất liên lạc khi phạm vi khu vực tăng lên.
Tàu ngầm đã nhìn thấy đội tàu vào tối ngày 9 tháng 12. Khukri vẫn chưa nhận ra sự hiện diện của tàu ngầm và tiếp tục di chuyển chậm chạp vì tàu đang thử nghiệm phiên bản cải tiến của sonar 170/174, yêu cầu tốc độ chậm để tăng khả năng phát hiện, mặc dù thực tế là di chuyển với tốc độ chậm đi ngược lại học thuyết chống tàu ngầm của Ấn Độ. Vào lúc 19:57 Hangor đã bắn một quả ngư lôi dẫn đường vào tàu Kirpan. Ngư lôi không phát nổ và bị Kirpan phát hiện, họ đã quay lưng và bắn súng cối chống ngầm. Khukri tăng tốc độ và quay về phía tàu ngầm, sau đó chiếc tàu ngầm bắn một quả ngư lôi thứ hai nhắm vào Khukri. Ngư lôi bắn trúng Khukri và phát nổ dưới các bể chứa dầu của nó. Theo hạm trưởng tàu ngầm Pakistan, Chỉ huy Ahmed Tasnim, con tàu đã chìm trong vòng hai phút. Các nguồn khác cho rằng Khukri đã bị ba ngư lôi tấn công trước khi bị chìm.
Sau vài phút, Kirpan quay lại tấn công Hangor dữ dội, đến mức súng cối chống ngầm của tàu bị vỡ. Hangor sau đó bắn một quả ngư lôi khác vào Kirpan trước khi quay đi. Hangor tuần tra khu vực trong bốn ngày tiếp theo trước khi trở về bến an toàn.

## Thương vong
Đến nay, Khukri là con tàu duy nhất bị mất trong chiến đấu trong lịch sử của Hải quân Ấn Độ. 18 sĩ quan và 176 thủy thủ đã bị mất trong vụ chìm tàu. Hạm trưởng, Mahendra Nath Mulla, là một trong số hi sinh. Ông vẫn là hạm trưởng Ấn Độ duy nhất chìm trên một con tàu. Ông đã được truy tặng danh dự quân sự cao thứ hai của Ấn Độ, Maha Vir Chakra.
Có một đài tưởng niệm các thủy thủ đã chết ở Diu. Đài tưởng niệm bao gồm một mô hình mẫu cỡ lớn của Khukri được bọc trong một ngôi nhà kính, đặt trên đỉnh một ngọn đồi hướng ra biển. Đài tưởng niệm được khánh thành bởi Phó đô đốc Madhvendra Singh với tư cách là tổng tư lệnh hạm đội.

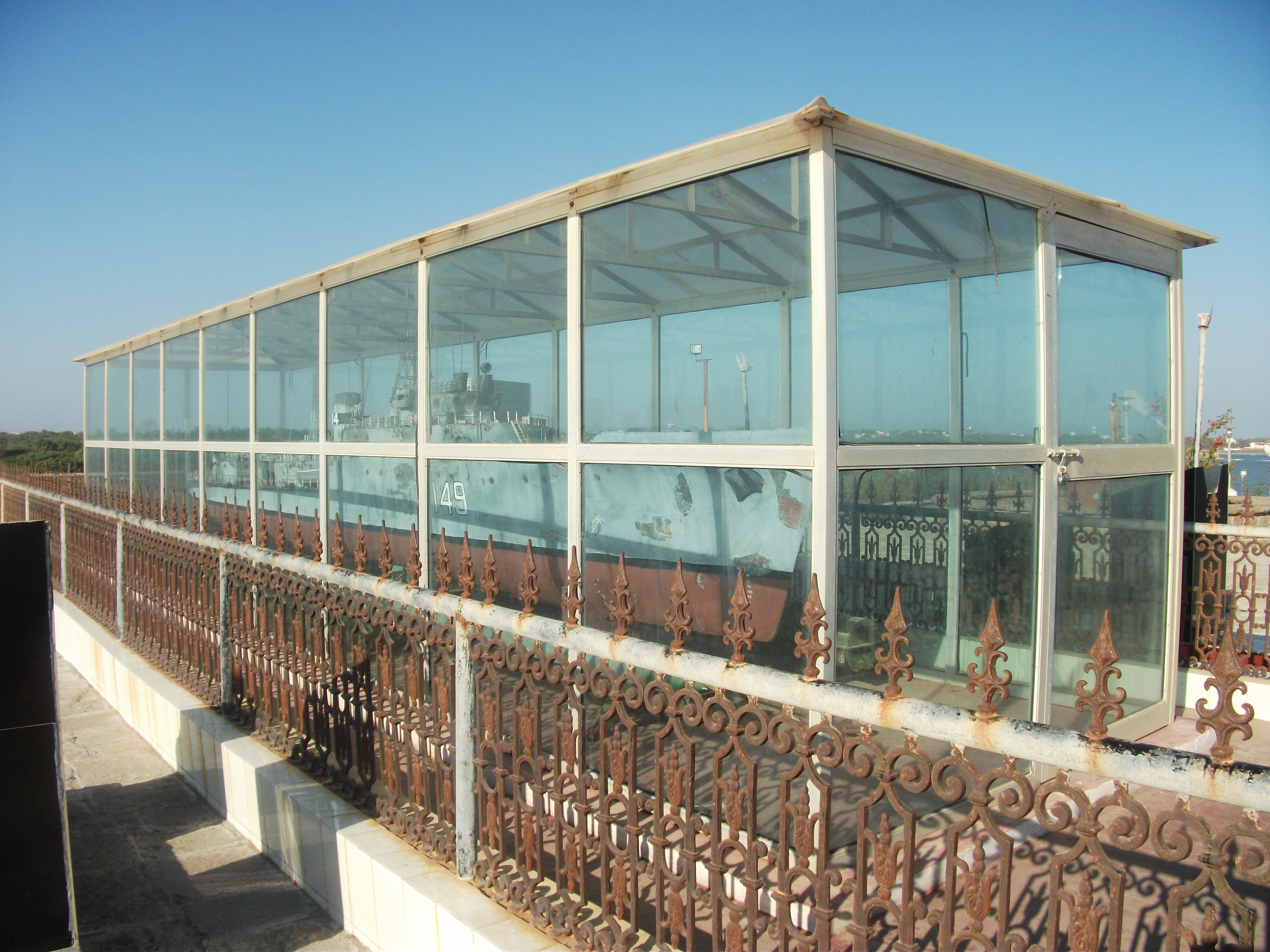
Mẫu tàu Khukri tại đài tưởng niệm INS Khukri, Diu

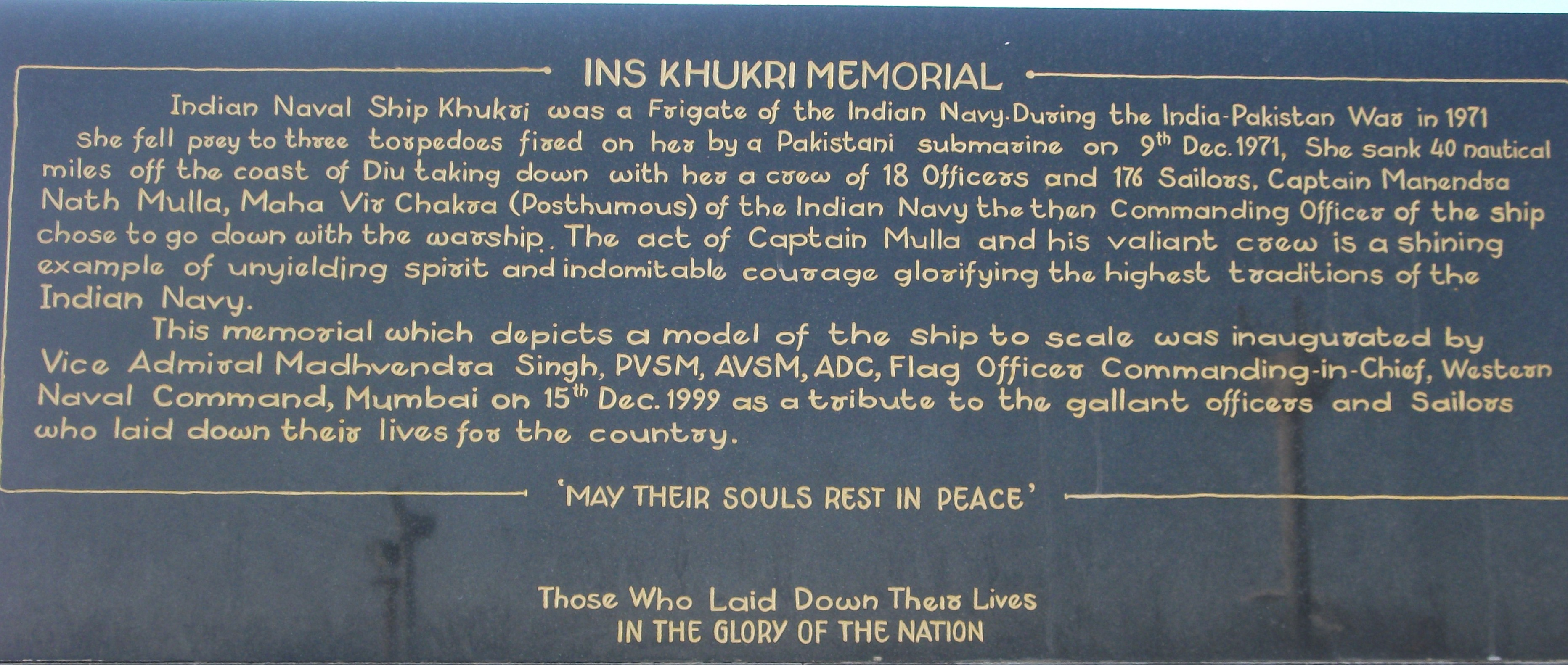
Đài tưởng niệm INS Khukri, Diu

## Tranh cãi
Trách nhiệm đối với các lỗi của các sĩ quan hải quân Ấn Độ liên quan đến vụ chìm tàu đã gây ra một số tranh cãi. Sĩ quan hải quân dẫn đầu cuộc điều tra về vụ chìm tàu, Benoy Bhushan, đã tuyên bố rằng lịch sử hải quân chính thức của Ấn Độ đã sáng tạo ra các giả thiết giả tưởng để che đậy việc chiến đấu vụng về, và một thủy thủ còn sống sót từ tàu khu trục là Chanchal Singh Gill đã kêu gọi điều tra và rút các giải thưởng dũng cảm đối với các sĩ quan cẩu thả trong hạm đội.